# Charinus africanus
Charinus africanus är en spindeldjursart som beskrevs av Hansen 1921. Charinus africanus ingår i släktet Charinus och familjen Charinidae. Inga underarter finns listade i Catalogue of Life.